# WHO-Trinklösung

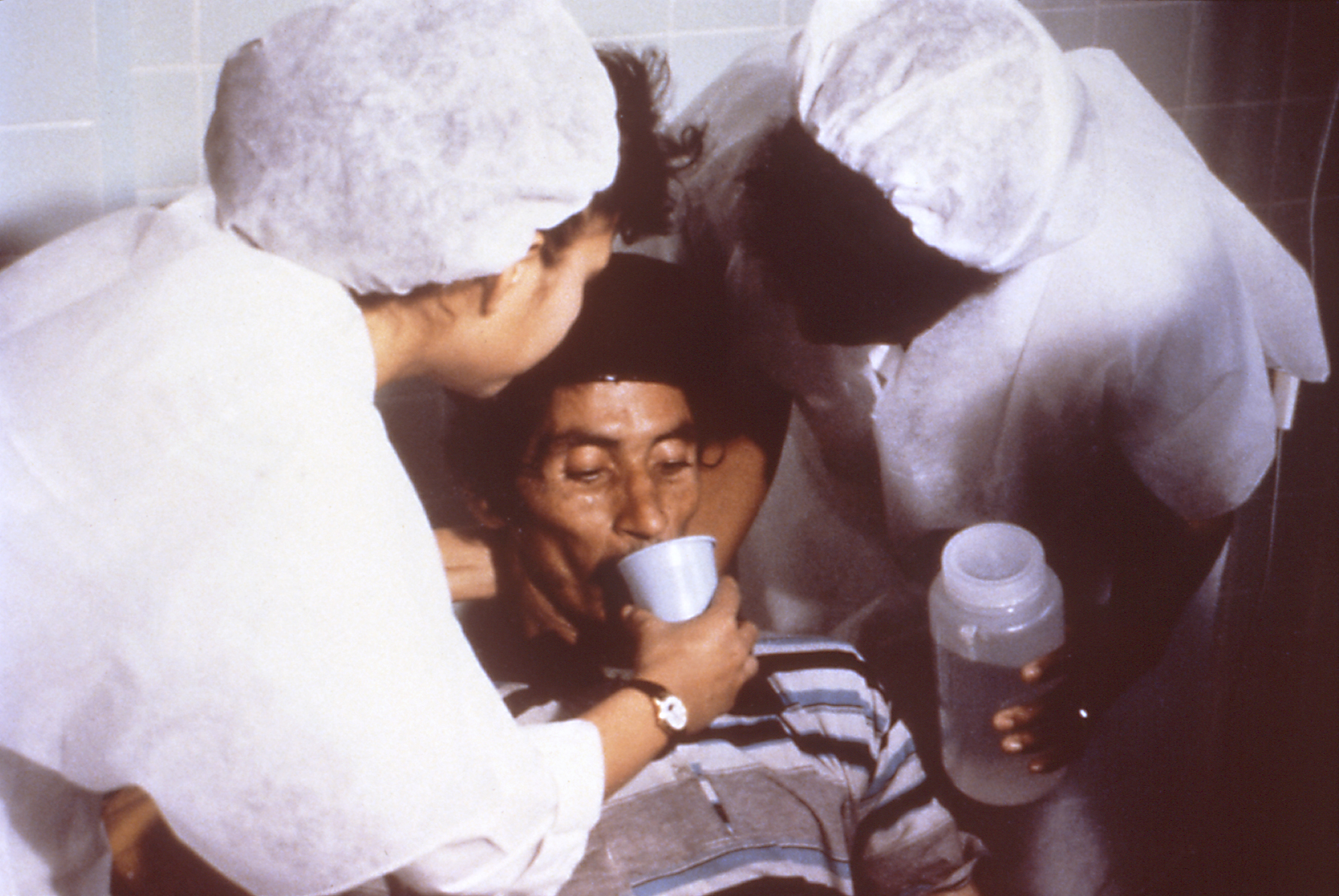
Krankenschwestern verabreichen einem Cholera-Patienten eine WHO-Trinklösung.

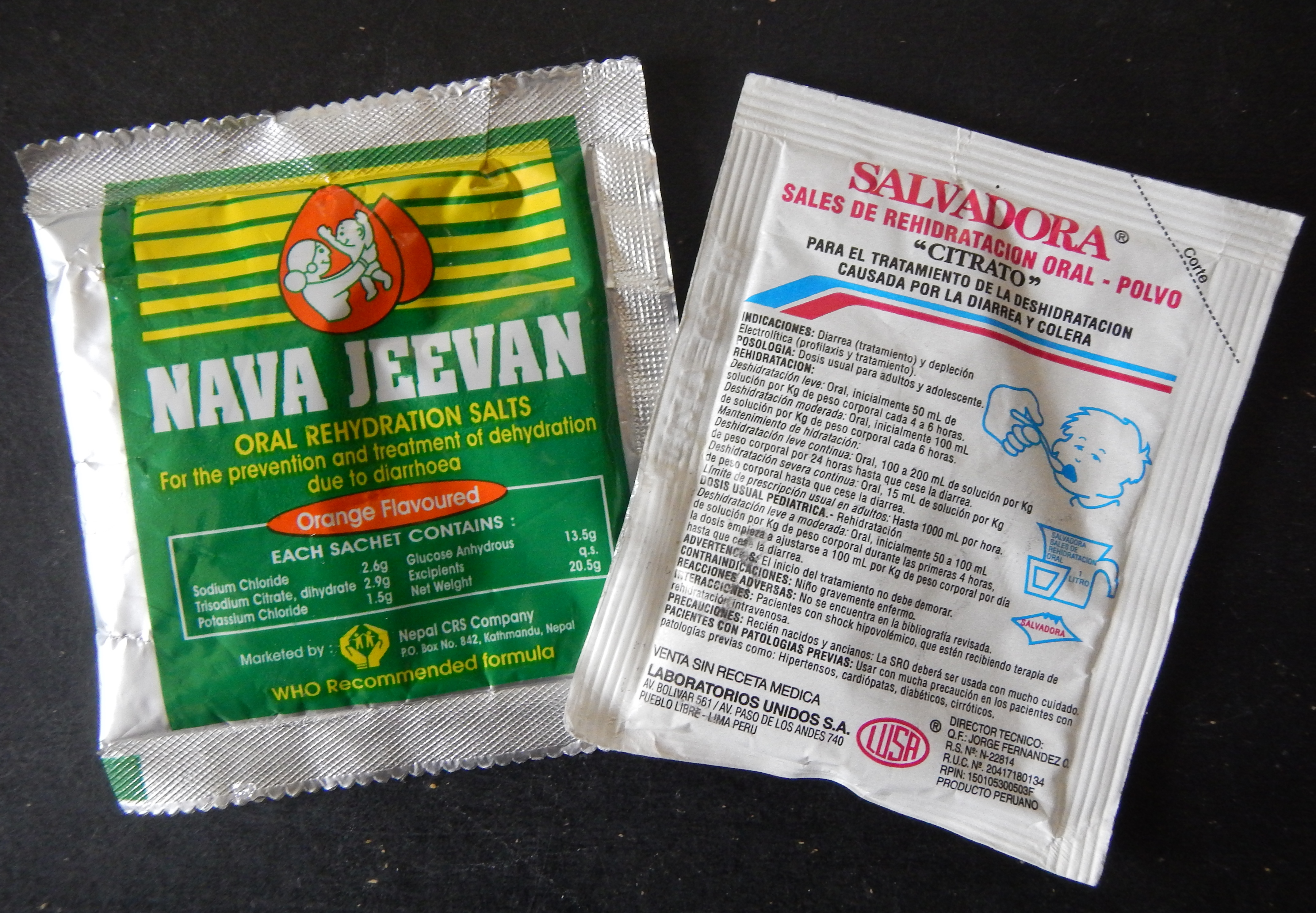
Pulver zur Herstellung einer WHO-Trinklösung

Schematische Darstellung des Natrium-Glucose-Symports durch die Zellmembran vom Darm ins Zellinnere. Die Wassermoleküle (H2O) folgen dem Natrium und der Glucose nach.

Die WHO-Trinklösung ist eine wässrige Lösung von Traubenzucker (Glukose), Kochsalz (Natriumchlorid) und anderen Elektrolyten, die zur einfachen, kostengünstigen und effektiven Behandlung bei schweren Durchfallerkrankungen wie Cholera oder Ruhr eingesetzt wird. Sie ist auch unter dem Begriff „orale Rehydratationslösung“ (ORL, englisch WHO-Oral Rehydration Solution oder WHO-ORS) bekannt. Konzept und Zusammensetzung wurden von der Weltgesundheitsorganisation (WHO) implementiert.
Die Trinklösung, welche ursprünglich ab 1961 zur Behandlung der Cholera entwickelt wurde, ist insbesondere in Ländern mit begrenzten Ressourcen ein wesentlicher Pfeiler der Therapie beim Auftreten epidemischer infektiöser Erkrankungen des Magen-Darm-Trakts. Sie kann, wenn sie in ausreichenden Mengen vorhanden ist, entscheidend zur Eindämmung der Zahl der Todesopfer beitragen. Ein Erwachsener sollte von dieser Rehydratations-Salz-Glukose-Mischung – im Erkrankungsfall – etwa drei Liter pro Tag trinken.

## Wirkprinzip
Die Trinklösung nutzt die Tatsache aus, dass bei vielen Durchfallerkrankungen die Fähigkeit der Darmwand zur Aufnahme von Glukose und Aminosäuren erhalten bleibt, welche im sogenannten Co-Transport mit Natrium in einem stöchiometrischen Verhältnis von 1:2 erfolgt. Werden Glukose und Natrium in eben jenem Verhältnis zugeführt, kommt es zur Stimulation dieses mukosagebundenen Transportsystems und es erfolgt unter Energieverbrauch ein aktiver Transport in den Körper hinein. Damit verbunden ist eine Verschiebung des osmotischen Gradienten, wodurch nun Wasser aus dem Darmlumen in den Körper hinein diffundiert. Dies bewirkt neben einer Verbesserung des Hydratationsstatus gleichzeitig eine Eindickung des Darminhaltes und damit eine Verminderung des Durchfalls.

## Gegenanzeigen
Bei einer verminderten Fähigkeit des Darms zur Aufnahme von Glukose (Malabsorption) darf die Lösung nicht eingesetzt werden, da hier die Wasserverluste in den Darm hinein noch verstärkt werden.

## Zusammensetzung
Die WHO empfiehlt folgende Zusammensetzung für einen Liter Wasser:
- 13,5 g Glucose
- 2,9 g Natriumcitrat
- 2,6 g Natriumchlorid
- 1,5 g Kaliumchlorid

Im Gegensatz zu älteren Rezepturen wurde die Glukosekonzentration etwas reduziert. Weiterhin wird seit 1984 die Verwendung von Natriumcitrat statt Natriumhydrogencarbonat empfohlen, um die Stabilität der Lösung in tropischen Gegenden zu erhöhen.
In Apotheken ist die WHO-Trinklösung auch als Granulat erhältlich.

## Geschichte
Die hier folgende Forschungsgeschichte beruht im Wesentlichen auf den Ausführungen von J. N. Ruxin.
In den 1920er Jahren wurde erstmals der Verlust von Wasser und Blutsalzen (Elektrolyten) – also die Dehydratation – als Ursache der hohen Letalität der Cholera erkannt und eine effektive Rehydratationstherapie mittels intravenöser Infusionen entwickelt. Diese Therapie erwies sich in den Entwicklungsländern jedoch als praktisch undurchführbar, da wegen fehlender Infrastruktur Millionen Erkrankter keinen Zugang zu einer effektiven Therapie hatten. In den 1940er Jahren erforschte Daniel Darrow von der Yale-Universität die Elektrolytverluste bei Diarrhoe und entwickelte die physiologischen Grundlagen der Rehydratation. Aufgrund dieser Forschungen entwickelte er Rehydratationslösungen, die im Wesentlichen Natrium, Kalium und Glucose enthielten. Darrow zog den Schluss, dass eine solche Lösung, oral verabreicht, helfen könne, den Verlust an Wasser und Elektrolyten auszugleichen und somit die lange Infusionstherapie abkürzen könne. Mit dieser intravenös/oralen Kombinationstherapie konnte die Letalität schwerer Diarrhoen bei Säuglingen unter 5 % gesenkt werden.
Anfang der 1960er Jahre beschrieb Robert K. Crane den Natrium-Glukose-Cotransport und seine Rolle bei der Glukose-Aufnahme im Darm. Dies und die Tatsache, dass die Darmschleimhaut bei Cholera offenbar nicht geschädigt ist, legten den Schluss nahe, dass die Aufnahme von Glukose und Natrium im Darm während der Krankheit eingesetzt werden könnte. Dies untermauerte die Annahme, dass eine orale Rehydratation auch bei schwerem cholerabedingtem Durchfall möglich sein könnte.
1961 brach auf den Philippinen eine Cholera-Pandemie aus. Der Leiter der Naval Medical Center Research Unit 2, Captain Robert Allan Phillips (1906–1976), schickte ein Team von Taipeh nach Manila. Mit der von ihm entwickelten intravenös/oralen Kombinationstherapie konnte die Letalität bei in Krankenhäusern behandelten Patienten auf 3,4 % gesenkt werden. Im Zuge dieser Aufgabe entdeckte auch er die verbesserte orale Kochsalzaufnahme durch eine Kombinationslösung von Glucose und Kochsalz. Beim Versuch der Einführung einer oralen Rehydratationstherapie scheiterte er jedoch, da er – wahrscheinlich in Unkenntnis der mittlerweile zur Physiologie vorliegenden Forschungsergebnisse – zu hoch konzentrierte Lösungen anwendete, wodurch mehrere Patienten infolge eines Herzversagens durch Überwässerung (im Sinne eines „überschießenden Therapieerfolges“) verstarben.
1962 begann eine Gruppe von Ärzten zusammen mit Studenten in Dhaka und Kalkutta an einer effektiven Therapie der cholera-induzierten Diarrhoe zu arbeiten. Ihr Ziel war es, eine einfache Lösung aus Zucker, Salz und Wasser zu entwickeln, um das Leben ernsthaft dehydrierter Erwachsener, Jugendlicher und Kinder zu retten. Innerhalb von 6 Jahren wurde der physiologische Wirksamkeitsnachweis erbracht und somit die etablierten Paradigmen zur Therapie der Diarrhoe auf den Kopf gestellt. Insbesondere wurde die bis dahin gültige Hypothese, eine „Vergiftung“ der Natrium-Kalium-Pumpe in den Zellmembranen der Darmschleimhaut sei Ursache der hohen Elektrolytverluste, widerlegt. Es wurde bewiesen, dass Glucose die Aufnahme von Natrium in die Zellen verbessert.
1966 führte Norbert Hirschhorn eine klinische Studie mit acht Cholera-Patienten durch, denen die verbesserte Lösung nicht oral, sondern über eine Magen-Darm-Sonde verabreicht wurde.
1968 veröffentlichten Nalin und Mitarbeiter in The Lancet eine Studie über die alleinige orale Rehydratation, empfahlen diese Art der Behandlung aber vorerst nur für leichte und mittelschwere Fälle. Ende 1968 führten Nalin und Cash den ersten großen Feldversuch in Matlab (Ostpakistan) unter den realen Bedingungen eines Entwicklungslandes erfolgreich durch und bewiesen die Effizienz der ORT („Oral Rehydratation Therapy“) sowohl hinsichtlich der Letalität als auch der Praktikabilität unter widrigen infrastrukturellen Bedingungen.
1971 wurde die Effizienz im Rahmen des Bangladesch-Kriegs unter widrigsten Umständen nachgewiesen; hier verabreichten Familienangehörige die Trinklösung, während in Matlab noch ausschließlich trainiertes medizinisches Personal eingesetzt wurde. Man erkannte, dass die Patienten, vor allem die Kinder, die nötige Trinkmenge selbständig an ihren Bedarf anpassen konnten. Ab den frühen 1970er Jahren produzierten UNICEF und WHO riesige Mengen ORS-Päckchen und verteilten sie in allen Endemiegebieten. Die Wirksamkeit von ORT bei den meisten anderen Formen von Diarrhoe wurde nachgewiesen und die orale Rehydratationstherapie fand ihren Platz auch in der Diarrhoebehandlung in den Staaten der Ersten Welt.
Seitdem rettet der Einsatz von ORS jährlich Millionen von Menschen das Leben, die keinen Zugang zu einer modernen medizinischen Infrastruktur haben. Im Jahr 2006 betrug der Anteil tödlicher Verläufe an allen der WHO gemeldeten Cholerafällen 2,6 %.

## Klassifizierung
Der ATC-Code für Elektrolyte zur oralen Rehydrierung lautet: A07CA.